# 桜鍔恨鮫鞘
桜鍔恨鮫鞘（さくらつばうらみのさめざや）は歌舞伎・浄瑠璃の演目。『裙重浪花八文字』として、明和6年（1769年）2月12日阿弥陀池東ノ芝居 竹本綱太夫座で初演。作者は八民平七。当時刊行された七行正本の太夫連名の中央に「竹本義太夫座 再興座本 竹本綱太夫」と記されている。後に本作を『恨鮫鞘（桜鍔恨鮫鞘）』「無筆書置（鰻谷の段）」として初代綱太夫が一幕物化（竹本綱太夫著）し、『古手屋 八郎兵衛 恨鮫鞘』として『小いな 半兵衛 廓色上』と合綴の七行正本が刊行されている。後に『桜鍔恨鮫鞘』として安永2年（1774年）11月22日大坂豊竹座で初代綱太夫上演した記録があるが、現存する番付では、演目が異なっており、綱太夫が出座せず、演目が差し替えられた可能性が指摘されている。
元禄期の古手屋八郎兵衛のお妻殺しの事件は歌祭文に取り上げられてきたが、これに別の男女の殺人事件に取材した享保期の「文月恨切子」・「裙重浪花八文字」・「鐘もろとも恨鮫鞘」などの先行作をさらに浄瑠璃に改訂したもの。現在は「鰻谷」のみ上演される。

## あらすじ
大阪に住む元武士の古手屋八郎兵衛は、女房お妻と愛娘お半ともども鰻谷の家で幸せな家庭を営んでいた。そこへ主君の家の宝刀が悪人のために紛失の知らせ。八郎兵衛は捜査費用の金子工面のため難渋している。夫の苦悩を見かねたお妻は母お菊と相談して、以前からつきまとっている好色な香具屋弥兵衛と祝言を挙げ持参金を手に入れようとする。何も知らない八郎兵衛は妻の愛想尽かしに唖然となるが、母と弥兵衛に追い出される。娘のお半はお妻から「コレお半、この中から言い聞かせて置いた事、よう覚えておるかや。」と謎めいたことを述べ「許して下され八郎兵衛殿」と涙に暮れる。そこへ婚礼の酒に酔った弥兵衛がお妻を無理強いに床につれて行きお半を追い出す。「これ、かかさん、わし一人寝るわいのう。ここあけて」とお半は泣き叫ぶ。
そこへ八郎兵衛が、復讐のために家に立ち戻る。お半のさまを見て激怒し「浮世の夢や鮫鞘の、鯉口くつろげ落とし差し」と刀をつかみ、折しも奥からの「三国一じゃ。婿になりました。」の祝言の声に戸を打ち破って母とお妻を切り殺す。だが弥兵衛を取り逃がしもうこれまでと腹を切るところへ、仲間の銀八に止められ、さらにお半から「とと様待って、書き置きのこと」と告げられる。「そうして、かかは何と言うた。あとを言うてみい。はよ言え。」と驚く八郎兵衛に、お半は母から口うつして教えられた事情を話す。
後悔に泣く八郎兵衛であったが、弥兵衛が持ってきた持参金から、宝刀を盗んだのは弥兵衛という証拠が見つかり、折しも捕縛にきた捕り手をかいくぐり、三人は詮議のために立ち去る。

## 概略
- 片岡仁左衛門の家の芸「片岡十二集」の一つとなっていて、上方色豊かな世話狂言である。文盲の母親が口うつしに娘に伝える書き置きと言う演出が珍しいが、それだけにお半を演じる子役の演技力がこの狂言の見どころでもある。
- 現行の脚本は十一代目片岡仁左衛門が明治25（1892年）8月に大阪中座で演じたのが基本となっている。子の十三代目片岡仁左衛門や七代目澤村宗十郎、六代目尾上菊五郎らによって演じられた。
- 八郎兵衛は元武士ということなので、眉も強く引くこと。セリフもはきはきと言う。煙草入れも刀を扱うように使用する。お妻殺しも刀の扱いがなれたように斬るなどの演出が伝わっている。前半の世話風、後半の時代風の演技台詞の使い分けが難しい。
- 一番のクライマックスはお妻殺しであるが、特に、「娘はそのまま父親が、振りあぐる手にぶら下がり」の浄瑠璃の言葉通り、お半が刀を振り上げる八郎兵衛の腕にぶら下がる件が有名である。
- 二代目実川延若が演じた「鐘もろとも恨鮫鞘」は、お妻の愛想づかしから八郎兵衛による殺人まで、大筋は「鰻谷」と同じであるが、お妻と八郎兵衛は夫婦でないのと、香具屋弥兵衛は、八郎兵衛の父に頼まれた義理ゆえにお妻に愛想尽かしをさせるという善人に描かれている点、最後はお妻を殺したのち千日前の墓場で書置きを読んで自害するという悲劇的な終わり方をしているのが違う。